# Sztuka latania (utwór)
Sztuka latania – utwór muzyczny grupy Lady Pank nagrany w roku 1985. Autorem muzyki jest Jan Borysewicz, a słów Andrzej Mogielnicki. Do utworu nakręcono teledysk.

## Publikacja nagrania
Utwór po raz pierwszy wydany został na składance różnych wykonawców pod tym samym tytułem (1985). W 1990 utwór znalazł się na kompilacji formacji The Best of Lady Pank.

## Popularność utworu
Piosenka „Sztuka latania” jest jednym z najbardziej znanych utworów w dyskografii zespołu Lady Pank. 20 kwietnia 1985 podczas notowania Listy Przebojów Programu Trzeciego Polskiego Radia prowadzonego przez Marka Niedźwieckiego, piosenka Borysewicza i Mogielnickiego znalazła się na pierwszym miejscu zestawienia.
W połowie lat 80. utwór Lady Pank trafił na listę „antyprzebojów” nowo powstałej audycji „Bubloteka” nadawanej na antenie Czwórki. „Sztuka Latania” dotarła na szczyt pierwszego notowania programu prowadzonego przez dziennikarza Grzegorza Miecugowa.

## Muzycy
- Janusz Panasewicz – śpiew
- Jan Borysewicz – gitara prowadząca, syntezator
- Paweł Mścisławski – gitara basowa
- Edmund Stasiak – gitara rytmiczna
- Jarosław Szlagowski – perkusja
- Marek Surzyn – chórki